# NGC 5250
NGC 5250 је лентикуларна галаксија у сазвежђу Велики медвед која се налази на NGC листи објеката дубоког неба.
Деклинација објекта је + 51° 14' 11" а ректасцензија 13h 36m 7,1s. Привидна величина (магнитуда) објекта NGC 5250 износи 13,0 а фотографска магнитуда 14,0. NGC 5250 је још познат и под ознакама UGC 8594, MCG 9-22-85, CGCG 271-53, near SAO 28814, PGC 47997.